# Tinamú barrat
El tinamú barrat (Crypturellus casiquiare) és el nom científic d'un ocell de la família dels tinàmids (Tinamidae) que viu a la selva humida de l'est de Colòmbia i el sud de Veneçuela.